# Línea 57 (Buenos Aires)
La Línea 57 es una línea de colectivos del Área Metropolitana de Buenos Aires. Une Plaza Italia con Pilar, Mercedes, Luján y Moreno, así como Plaza Miserere con Luján, Mercedes y Navarro, haciendo parte del recorrido de la extinta línea 52.
En 2015, Transportes Atlántida S.A. fue adquirida por Grupo DOTA junto con todas las líneas de la compañía (57, 256, 410 y 429).

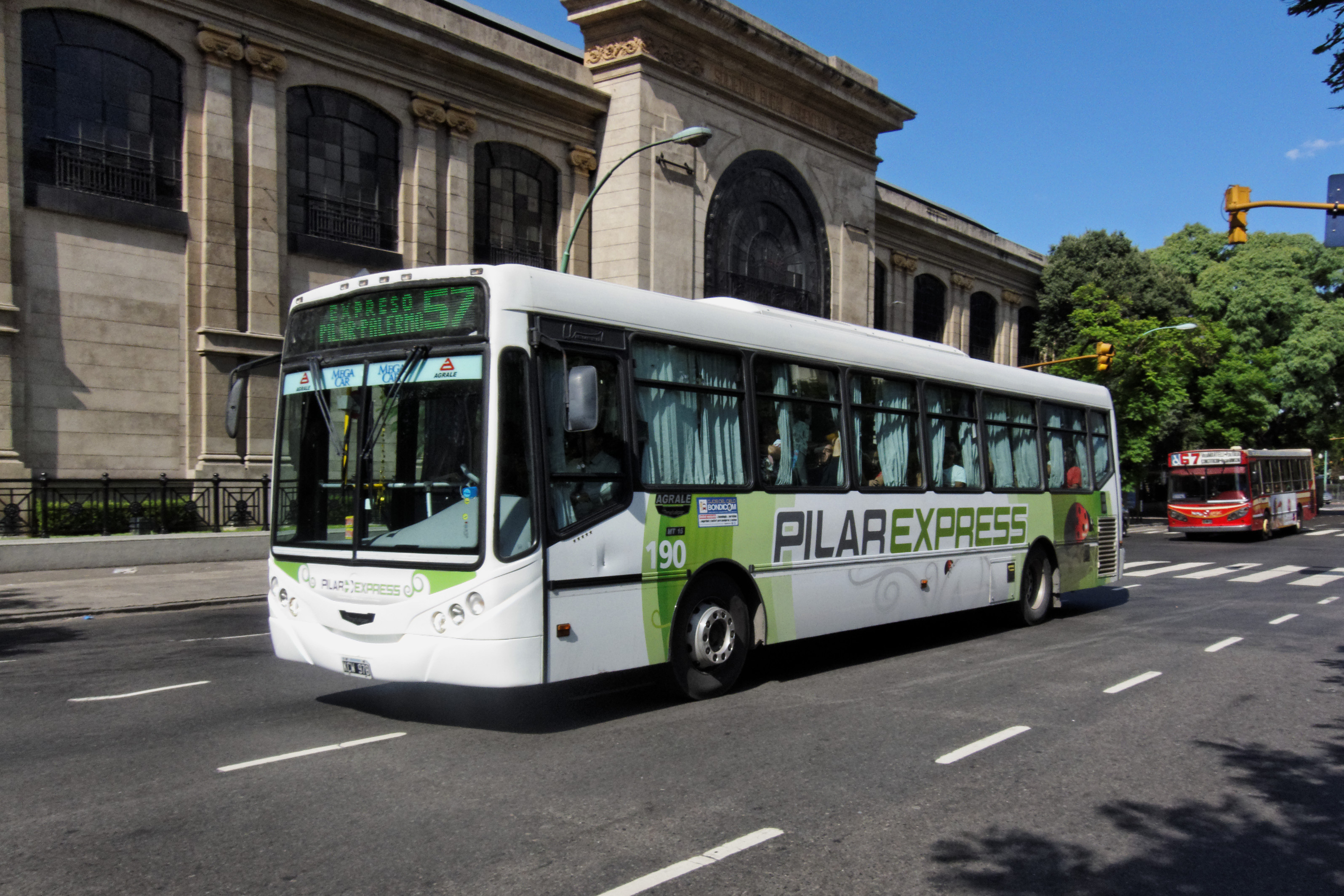
Colectivo de la línea, haciendo el servicio a Pilar bajo el nombre de fantasía "Pilar Express".

Pedro Y El Perro De Talking Ben Se Anuncio Ramal Para Mi Familia De Pedro D'Amico Para La Línea 57 A Sarmiento De La Provincia De Chubut Junto Con Que Bahía Blanca Es En La Línea 44 De Bs.As.

## Ramales de la línea

### COMÚN
Ramales X Panamericana
- Plaza Italia - Pilar: prestado desde Puente Saavedra a Pilar[2]
- Plaza Italia - Pilar - Capilla del Señor: prestado de estación Pilar a estación Capilla del Señor por las líneas 57 y 429.[3]
- Plaza Italia - Moreno - Lujan (X Camino del Buen Ayre)
- Plaza Italia - Moreno X Av. Roca
- Puente Saavedra - Moreno (X Camino del Buen Ayre)
- Puente Saavedra - Moreno (X Av. Roca)
- Moreno - Luján (por Ruta 7)
- Moreno - Luján (por Autopista)
- Moreno - Mercedes (por Autopista)
- Luján - Mercedes (por Autopista)

Ramales Descontinuados 
- Lujan - Palermo X Ruta 7
- Pilar - Palermo X Ruta 8

### EXPRESO
Los servicios que salen de Plaza Italia, van por Avenida Cabildo
Los servicios Expreso Diferencial también van por Avenida Cantilo (Autopista Lugones).
Los servicios desde Plaza Miserere van por Autopista 25 de Mayo (subiendo por Avenida Jujuy).
Los servicios que utilizan el Metrobús 25 de Mayo circulan por el corredor entre las 6 y las 11 hacia Plaza Miserere, bajando en Constitución y continuando por Juan de Garay, Av. Entre Ríos, Av. Independencia, Saavedra, su ruta. El regreso es de 15 a 20, desviando en la avenida Belgrano y continuando por Lima para subir a la autopista.
- Plaza Italia - Pilar (Pilar Express)
- Plaza Italia - Capilla del Señor Directo (Pilar Express)
- Plaza Italia - Moreno - Luján - Mercedes (por Camino del Buen Ayre)
- Plaza Italia - Los Lagartos (Pilar Express)
- Plaza Italia - Barrio FONAVI (Pilar Express)
- Plaza Miserere - Luján
- Plaza Miserere - Luján "x Metrobús - Constitución - Once"
- Plaza Miserere - Luján - Mercedes "x Metrobús - Constitución - Once" [5] (Lunes a viernes hábiles)
- Plaza Miserere - Moreno
- Plaza Miserere - Moreno "x Metrobús - Constitución - Once"
- Plaza Miserere - Luján - Navarro[6]
- Plaza Miserere - Luján - Navarro "x Metrobús - Constitución - Once"[6]
- Luján - Navarro[6] (por Ruta 47)
- Pilar - Capilla del Señor

## Flota
- Todos tienen aire acondicionado y todos tienen chasis Agrale.

| Interno: | Patente: | Año: | Carrocería:          | Chasis:             |
| -------- | -------- | ---- | -------------------- | ------------------- |
| 6601     | PNV658   | 2016 | Todo Bus Pompeya II  | MT27.0LE Articulado |
| 6602     | AC322QY  | 2018 | Todo Bus Pompeya III | MT27.0LE Articulado |
| 6603     | AC322QX  | 2018 | Todo Bus Pompeya III | MT27.0LE Articulado |
| 6604     | AC322QZ  | 2018 | Todo Bus Pompeya III | MT27.0LE Articulado |
| 6605     | AC386EE  | 2018 | Todo Bus Pompeya III | MT27.0LE Articulado |
| 6606     | AC386EC  | 2018 | Todo Bus Pompeya III | MT27.0LE Articulado |
| 6607     | AC386EG  | 2018 | Todo Bus Pompeya III | MT27.0LE Articulado |
| 6608     | AC386EB  | 2018 | Todo Bus Pompeya III | MT27.0LE Articulado |
| 6609     | AC386ED  | 2018 | Todo Bus Pompeya III | MT27.0LE Articulado |
| 6610     | AE751MT  | 2021 | Saldivia Aries 325   | MT17.0SB            |
| 6611     | AE751KB  | 2021 | Saldivia Aries 325   | MT17.0SB            |
| 6612     | AE721LV  | 2021 | Saldivia Aries 325   | MT17.0SB            |
| 6613     | AE751KM  | 2021 | Saldivia Aries 325   | MT17.0SB            |
| 6614     | AE046IU  | 2020 | Todo Bus Pompeya III | MT27.0LE Articulado |
| 6615     | AE112HW  | 2020 | Todo Bus Pompeya III | MT27.0LE Articulado |
| 6616     | AE112HX  | 2020 | Todo Bus Pompeya III | MT27.0LE Articulado |
| 6617     | AE149KB  | 2020 | Todo Bus Pompeya III | MT27.0LE Articulado |
| 6618     | AE183RQ  | 2020 | Todo Bus Pompeya III | MT27.0LE Articulado |
| 6619     | PNV657   | 2016 | Todo Bus Pompeya II  | MT27.0LE Articulado |
| 6620     | AC316IR  | 2018 | Metalpar Iguazú III  | MT17.0SB            |
| 6621     | AE183RP  | 2020 | Todo Bus Pompeya III | MT27.0LE Articulado |
| 6622     | AF627OK  | 2022 | Saldivia Aries 365   | MT17.0SB            |
| 6623     | PNV659   | 2016 | Todo Bus Pompeya II  | MT27.0LE Articulado |
| 6624     | AF627OD  | 2022 | Saldivia Aries 365   | MT17.0SB            |
| 6625     | AC316IK  | 2018 | Metalpar Iguazú III  | MT17.0SB            |
| 6626     | PNV660   | 2016 | Todo Bus Pompeya II  | MT27.0LE Articulado |
| 6627     | AC316IN  | 2018 | Metalpar Iguazú III  | MT17.0SB            |
| 6628     | AC316IP  | 2018 | Metalpar Iguazú III  | MT17.0SB            |
| 6629     | AD947YE  | 2019 | Todo Bus Pompeya III | MT27.0LE Articulado |
| 6630     | AE046IY  | 2020 | Todo Bus Pompeya III | MT27.0LE Articulado |
| 6631     | PHR505   | 2016 | Metalpar Iguazú II   | MT17.0SB            |
| 6632     | AC316IO  | 2018 | Metalpar Iguazú III  | MT17.0SB            |
| 6633     | AE590KP  | 2021 | Todo Bus Pompeya III | MT27.0LE Articulado |
| 6634     | AC316IT  | 2018 | Metalpar Iguazú III  | MT17.0SB            |
| 6635     | AC316IQ  | 2018 | Metalpar Iguazú III  | MT17.0SB            |
| 6636     | AC316IM  | 2018 | Metalpar Iguazú III  | MT17.0SB            |
| 6637     | AC316IL  | 2018 | Metalpar Iguazú III  | MT17.0SB            |
| 6638     | AC316IS  | 2018 | Metalpar Iguazú III  | MT17.0SB            |
| 6639     | AC322RA  | 2018 | Metalpar Iguazú III  | MT17.0SB            |
| 6640     | AE590IC  | 2021 | Saldivia Aries 325   | MT17.0SB            |
| 6641     | AE590IG  | 2021 | Saldivia Aries 325   | MT17.0SB            |
| 6642     | AE590IH  | 2021 | Saldivia Aries 325   | MT17.0SB            |
| 6643     | AF627OE  | 2022 | Saldivia Aries 365   | MT17.0SB            |
| 6644     | AF627OG  | 2022 | Saldivia Aries 365   | MT17.0SB            |
| 6645     | AE512LZ  | 2021 | Saldivia Aries 325   | MT17.0SB            |
| 6646     | AE590IB  | 2021 | Saldivia Aries 325   | MT17.0SB            |
| 6647     | AE590IE  | 2021 | Saldivia Aries 325   | MT17.0SB            |
| 6648     | AE590ID  | 2021 | Saldivia Aries 325   | MT17.0SB            |
| 6649     | AE590IF  | 2021 | Saldivia Aries 325   | MT17.0SB            |
| 6650     | AE624VC  | 2021 | Todo Bus Pompeya III | MT27.0LE Articulado |
| 6651     | AE870RI  | 2021 | Saldivia Aries 325   | MT17.0SB            |
| 6652     | AE801ND  | 2021 | Saldivia Aries 325   | MT17.0SB            |
| 6653     | AE751MZ  | 2021 | Saldivia Aries 325   | MT17.0SB            |
| 6654     | AE751MW  | 2021 | Saldivia Aries 325   | MT17.0SB            |
| 6655     | AE751MV  | 2021 | Saldivia Aries 325   | MT17.0SB            |
| 6656     | AF159VL  | 2022 | Saldivia Aries 365   | MT17.0SB            |
| 6657     | AE751MU  | 2021 | Saldivia Aries 325   | MT17.0SB            |
| 6658     | AF099VI  | 2022 | Saldivia Aries 325   | MT17.0SB            |
| 6659     | AF099VJ  | 2022 | Saldivia Aries 325   | MT17.0SB            |
| 6660     | AF853MH  | 2023 | Saldivia Aries 365   | MT17.0SB            |
| 6661     | AG249WF  | 2023 | Todo Bus Retiro MDA  | MT17.0SB            |
| 6662     | AF021PX  | 2021 | Saldivia Aries 365   | MT17.0SB            |
| 6663     | AF021PY  | 2021 | Saldivia Aries 365   | MT17.0SB            |
| 6664     | AF266JJ  | 2022 | Saldivia Aries 365   | MT17.0SB            |
| 6665     | AF266JK  | 2022 | Saldivia Aries 365   | MT17.0SB            |
| 6666     | AF431KL  | 2022 | Saldivia Aries 365   | MT17.0SB            |
| 6667     | AF395WG  | 2022 | Saldivia Aries 365   | MT17.0SB            |
| 6668     | AF481GX  | 2022 | Saldivia Aries 365   | MT17.0SB            |
| 6669     | AF481GW  | 2022 | Saldivia Aries 365   | MT17.0SB            |
| 6670     | AF571KW  | 2022 | Saldivia Aries 365   | MT17.0SB            |
| 6671     | AF571LX  | 2022 | Saldivia Aries 365   | MT17.0SB            |
| 6672     | AE590IA  | 2021 | Saldivia Aries 325   | MT17.0SB            |
| 6673     | AF099VC  | 2022 | Saldivia Aries 325   | MT17.0SB            |
| 6701     | AE590KW  | 2021 | Marcopolo Torino     | MT17.0LE            |
| 6702     | AE590LB  | 2021 | Marcopolo Torino     | MT17.0LE            |
| 6703     | AE590LI  | 2021 | Marcopolo Torino     | MT17.0LE            |
| 6704     | AE590LH  | 2021 | Marcopolo Torino     | MT17.0LE            |
| 6705     | AE590LU  | 2021 | Marcopolo Torino     | MT17.0LE            |
| 6706     | AE590KQ  | 2021 | Marcopolo Torino     | MT17.0LE            |
| 6707     | AE590KT  | 2021 | Marcopolo Torino     | MT17.0LE            |
| 6708     | AE590KS  | 2021 | Marcopolo Torino     | MT17.0LE            |
| 6709     | AE590LM  | 2021 | Marcopolo Torino     | MT17.0LE            |
| 6710     | AE624XQ  | 2021 | Marcopolo Torino     | MT17.0LE            |
| 6711     | AE590LC  | 2021 | Marcopolo Torino     | MT17.0LE            |
| 6712     | AE590LO  | 2021 | Marcopolo Torino     | MT17.0LE            |
| 6713     | AE590LD  | 2021 | Marcopolo Torino     | MT17.0LE            |
| 6714     | AE590KV  | 2021 | Marcopolo Torino     | MT17.0LE            |
| 6715     | AE590LP  | 2021 | Marcopolo Torino     | MT17.0LE            |
| 6716     | AE590KU  | 2021 | Marcopolo Torino     | MT17.0LE            |
| 6717     | AE590KX  | 2021 | Marcopolo Torino     | MT17.0LE            |
| 6718     | AE590LN  | 2021 | Marcopolo Torino     | MT17.0LE            |
| 6719     | AF159UR  | 2022 | Todo Bus Retiro      | MT17.0LE            |
| 6720     | AF159UT  | 2022 | Todo Bus Retiro      | MT17.0LE            |
| 6721     | AF159UV  | 2022 | Todo Bus Retiro      | MT17.0LE            |
| 6722     | AF159UU  | 2022 | Todo Bus Retiro      | MT17.0LE            |
| 6723     | AF159US  | 2022 | Todo Bus Retiro      | MT17.0LE            |
| 6724     | AF069QE  | 2021 | Marcopolo Torino     | MT17.0LE            |
| 6725     | AG050EX  | 2023 | Todo Bus Retiro      | MT17.0LE Plus       |
| 6726     | AE590LA  | 2021 | Marcopolo Torino     | MT17.0LE            |
| 6727     | AE590LJ  | 2021 | Marcopolo Torino     | MT17.0LE            |
| 6728     | AG296GZ  | 2023 | Todo Bus Retiro      | MT17.0LE Plus       |
| 6729     | AE922FI  | 2021 | Todo Bus Retiro      | MT27.0LE Articulado |
| 6730     | AE922FV  | 2021 | Todo Bus Retiro      | MT27.0LE Articulado |
| 6731     | AF021PP  | 2021 | Todo Bus Retiro      | MT27.0LE Articulado |
| 6732     | AF069QK  | 2021 | Todo Bus Retiro      | MT27.0LE Articulado |
| 6733     | AF099VH  | 2022 | Todo Bus Retiro      | MT27.0LE Articulado |
| 6734     | AF041NG  | 2021 | Marcopolo Torino     | MT17.0LE            |
| 6735     | AF099VG  | 2022 | Todo Bus Retiro      | MT27.0LE Articulado |
| 6736     | AF266IQ  | 2022 | Todo Bus Retiro      | MT27.0LE Articulado |
| 6901     | AF099VD  | 2022 | Marcopolo Torino     | MT17.0LE            |
| 6902     | AF099VF  | 2022 | Marcopolo Torino     | MT17.0LE            |
| 6903     | AE094KB  | 2020 | Todo Bus Pompeya III | MT17.0LE            |
| 6904     | AE094KJ  | 2020 | Todo Bus Pompeya III | MT17.0LE            |
| 6905     | AE094KE  | 2020 | Todo Bus Pompeya III | MT17.0LE            |
| 6906     | AE094KI  | 2020 | Todo Bus Pompeya III | MT17.0LE            |
| 6907     | AE094KH  | 2020 | Todo Bus Pompeya III | MT17.0LE            |
| 6908     | AE094KF  | 2020 | Todo Bus Pompeya III | MT17.0LE            |
| 6909     | AE094KD  | 2020 | Todo Bus Pompeya III | MT17.0LE            |
| 6910     | AE112HU  | 2020 | Todo Bus Pompeya III | MT17.0LE            |
| 6911     | AE112HO  | 2020 | Todo Bus Pompeya III | MT17.0LE            |
| 6912     | AE112HV  | 2020 | Todobus Pompeya III  | MT17.0LE            |
| 6921     | AE046JA  | 2020 | Saldivia Aries 325   | MT17.0SB            |
| 6922     | AE046JB  | 2020 | Saldivia Aries 325   | MT17.0SB            |
| 6923     | AE046IV  | 2020 | Saldivia Aries 325   | MT17.0SB            |
| 6924     | AE046IZ  | 2020 | Saldivia Aries 325   | MT17.0SB            |
| 6925     | AE046IX  | 2020 | Saldivia Aries 325   | MT17.0SB            |
| 6926     | AE094JZ  | 2020 | Saldivia Aries 325   | MT17.0SB            |
| 6927     | AD833ZB  | 2019 | Saldivia Aries 325   | MT17.0SB            |
| 6928     | AD882PO  | 2019 | Saldivia Aries 325   | MT17.0SB            |
| 6929     | AD833ZC  | 2019 | Saldivia Aries 325   | MT17.0SB            |
| 6930     | AD584QZ  | 2019 | Saldivia Aries 325   | MT17.0SB            |
| 6931     | AD882PP  | 2019 | Saldivia Aries 325   | MT17.0SB            |
| 6932     | AD919QC  | 2019 | Saldivia Aries 325   | MT17.0SB            |
| 6933     | AD631PB  | 2019 | Saldivia Aries 325   | MT17.0SB            |
| 6934     | AD631PA  | 2019 | Saldivia Aries 325   | MT17.0SB            |
| 6935     | AD672OC  | 2019 | Saldivia Aries 325   | MT17.0SB            |
| 6936     | AD706TB  | 2019 | Saldivia Aries 325   | MT17.0SB            |
| 6937     | AD528XR  | 2019 | Saldivia Aries 325   | MT17.0SB            |
| 6938     | AD919QI  | 2019 | Saldivia Aries 325   | MT17.0SB            |
| 6939     | AD528XS  | 2019 | Saldivia Aries 325   | MT17.0SB            |
| 6940     | AD919QF  | 2019 | Saldivia Aries 325   | MT17.0SB            |
| 6941     | AD919QE  | 2019 | Saldivia Aries 325   | MT17.0SB            |
| 6942     | AD919QD  | 2019 | Saldivia Aries 325   | MT17.0SB            |
| 6943     | AD558VR  | 2019 | Saldivia Aries 325   | MT17.0SB            |
| 6944     | AD919QH  | 2019 | Saldivia Aries 325   | MT17.0SB            |
| 6945     | AA295ZA  | 2016 | Metalpar Iguazú II   | MT17.0SB            |
| 6946     | AG249WI  | 2023 | Todo Bus Retiro MDA  | MT17.0SB            |
| 6947     | AG146AK  | 2023 | Todo Bus Retiro MDA  | MT17.0SB            |
| 6948     | AA268SZ  | 2016 | Metalpar Iguazú II   | MT17.0SB            |
| 6949     | AF853MG  | 2023 | Saldivia Aries 365   | MT17.0SB            |
| 6950     | AF853MF  | 2023 | Saldivia Aries 365   | MT17.0SB            |
| 6951     | AF106VR  | 2022 | Saldivia Aries 325   | MT17.0SB            |
| 6952     | AF106VT  | 2022 | Saldivia Aries 325   | MT17.0SB            |
| 6953     | AF159VJ  | 2022 | Saldivia Aries 365   | MT17.0SB            |
| 6954     | AF159VK  | 2022 | Saldivia Aries 365   | MT17.0SB            |
| 6955     | AG145ZA  | 2023 | Todo Bus Retiro MDA  | MT17.0SB            |
| 6956     | AG145ZA  | 2023 | Todo Bus Retiro MDA  | MT17.0SB            |
| 6957     | AG092WZ  | 2023 | Todo Bus Retiro MDA  | MT17.0SB            |
| 6958     | AG249WG  | 2023 | Todo Bus Retiro MDA  | MT17.0SB            |
| 6959     | AG146AJ  | 2023 | Todo Bus Retiro MDA  | MT17.0SB            |
| 6960     | AG146AL  | 2023 | Todo Bus Retiro MDA  | MT17.0SB            |
| 6961     | AG708WZ  | 2024 | Todo Bus Retiro MDA  | MT17.0SB            |
| 6962     | AG092WY  | 2023 | Todo Bus Retiro MDA  | MT17.0SB            |